# 乌比拉雅拉
乌比拉雅拉是巴西圣保罗州的一个市镇。总面积283.326平方公里，总人口4269人，人口密度15.1人/平方公里。